# Maria Arnau i Forns
Maria Arnau i Forns (Cassà de la Selva, 1907 - Palafrugell, 1993) va ser mestra i directora de la secció graduada de nenes de l'escola Torres Jonama. Va destinar part del seu llegat a serveis de beneficència i per iniciar les obres del Centre de Dia de Gent Gran Municipal de Palafrugell.

## Biografia
L'octubre de l'any 1934 es va incorporar a l'escola com a mestra a causa de l'augment progressiu dels alumnes assistents.
El franquisme va posar fi a totes les propostes educatives que s'havien conformat durant la República. El nou Estat volia una nova escola, amb mestres i mètodes pedagògics diferents, A l'escola pública de Palafrugell hi va haver una renovació important de professorat, es va prohibir la coeducació i l'ensenyament en llengua catalana; per altra banda, es va donar gran preponderància als valors religiosos. Durant aquests anys l'escola va travessar una situació de manca de recursos i de dèficit absolut, que li va perdre molt d'alumnat a favor de l'escola privada. Aquest canvi de règim va comportar la substitució de la directora Concepció Bosch per Maria Arnau l'any 1941 a l'escola de nenes. L'ensenyament de llavors es va anar orientant cap als valors de l'exaltació de la pàtria, la defensa de la unitat nacional, la religió, la separació de sexes, el monolingüisme, la submissió i el respecte total a l'autoritat, convertint-se com a fonaments de la nova escola l'Església i la Falange. La Inspecció va ordenar canvis radicals a l'escola com la separació de sexes a les aules, noves assignatures de contingut religiós i patriòtic, obligació d'assistir a missa, prohibició del català, cant d'himnes, col·locació de retrats de Franco i reposició de crucifixos a les aules.
L'any 1941 Arnau va substituir a Concepció Bosch com a directora a l'escola de nenes.
L'any 1949 per part d'alguns pares de les alumnes del centre van haver diverses peticions perquè les nenes poguessin rebre algun tipus d'ensenyament especial en horari extraescolar. La directora Maria Arnau es va ocupar d'aquestes classes, auxiliada per altres professores a partir de tres matèries: francès, mecanografia i dibuix. Més endavant, l'any 1956, es va fer un curset d'iniciació professional en l'especialitat de tall i confecció gràcies a la petició que va proposar a Inspecció Maria Arnau per fer classes de comptabilitat, tall i confecció però que no es va poder dur a terme per les dificultats econòmiques que es patien en el moment.
L'any 1976 va tenir lloc al Col·legi Nacional Torres Jonama la seva jubilació oficial, a qui se li va dedicar un homenatge presidit per la Inspectora Tècnica d'E.G.B., senyora Maria Serra.
Maria Arnau va fer una col·laboració que va fer possible el projecte del Centre de Dia per la gent gran de Palafrugell, obert el 21 de juliol del 1998, un establiment d'acolliment diürn amb una funció sòcio-assistencial adreçada a l'atenció de persones grans de més de 60 anys amb discapacitats per satisfer les seves necessitats i donar suport psicosocial als familiars.

## Homenatge, dones amb nom propi
Amb motiu del dia 8 de marc, Dia de la Dona Treballadora, l'Assemblea General de l'Associació Suport a la Dona va aprovar el 2002 el projecte Dones amb nom propi que intenta recuperar personatges i col·lectius femenins oblidats o infravalorats que hagin tingut rellevància a Palafrugell per tal de fer-ne difusió i sol·licitat a l'Ajuntament que els sigui dedicat un carrer o espai públic.
L'objectiu era sensibilitzar la població sobre la importància de les accions fetes per dones de la vila i fomentar l'interès per tot el col·lectiu. D'altra banda també es pretén tendir a la normalització afavorint la igualtat entre homes i dones pel que fa a la dedicació de carrers i espais públics de Palafrugell.
Per portar-lo a terme l'Associació Suport a la Dona ha començat a confeccionar una llista, utilitzant el magnífic assessorament i servei de documentació de l'Arxiu Municipal de Palafrugell.
L'1 de setembre de 2004, l'Ajuntament va aprovar el carrer Maria Arnau i Forns.
Maria Arnau i Forns va dedicar 40 anys de formació plena a l'ensenyament públic a favor de l'educació i formació de les nenes palafrugellenques a l'escola Torres Jonama de Palafrugell, de la qual se'n va fer directora durant anys a la secció graduada de nenes per destinar part del seu llegat a serveis de beneficència i per iniciar les obres del Centre de Dia de Gent Gran Municipal de Palafrugell.